# Stéphanie Kalfon
Stéphanie Kalfon est écrivaine et scénariste, née à Paris en 1979.

## Biographie
Stéphanie Kalfon est née en 1979. Elle obtient un Master de Philosophie, puis se consacre au scénario et à la réalisation. 
En 2007 elle est lauréate de la Bourse Scénariste TV de la Fondation Lagardère.
Elle réalise par la suite un premier court-métrage, Dis lui, toi (2008).
Elle est ensuite scénariste pour plusieurs séries, comme Vénus et Apollon, ou L'homme de la situation, et pour des longs-métrages, Bravo virtuose réalisé par Levon Minasian, et Vous n'aurez pas ma haine, réalisé par Kilian Riedhof.
Elle est l'autrice de trois romans : Les parapluies d’Erik Satie (2017),, prix Littéraire des Musiciens, 2018,, Attendre un fantôme (2019) et Un jour, ma fille a disparu dans la nuit de mon cerveau (2023).

## Filmographie

### Réalisatrice
- Dis lui, toi, 2008, court-métrage, produit par Stromboli Films[3].
- Super triste, 2015, court-métrage, produit par Room 102. Avec Emma de Caunes, Philippe Rebbot et Romain Apelbaum.

### Scénariste
- Vénus et Apollon, série télévisée créée par Tonie Marshall et diffusée sur Arte (seulement pour la saison 2), 2009.
- L'homme de la situation, série télévisée réalisée par Didier Bivel, produite par Ego Productions et diffusée entre 2011 et 2015 sur M6.
- Bravo virtuose, long-métrage réalisé par Levon Minasian, 2016, co-produit par Seppia et Agat Films-Ex Nihilo.
- Vous n'aurez pas ma haine, long-métrage réalisé par Kilian Riedhof, 2022, co-produit par Haut et Court.

## Ouvrages
- Les Parapluies d'Erik Satie, éditions Joëlle Losfeld, 2017 (Folio, 2018). Prix littéraire des musiciens, 2018[6],[7]
- Attendre un fantôme, éditions Joëlle Losfeld, 2019.
- Un jour, ma fille a disparu dans la nuit de mon cerveau, éditions Verticales, 2023